# Stéphane Bern

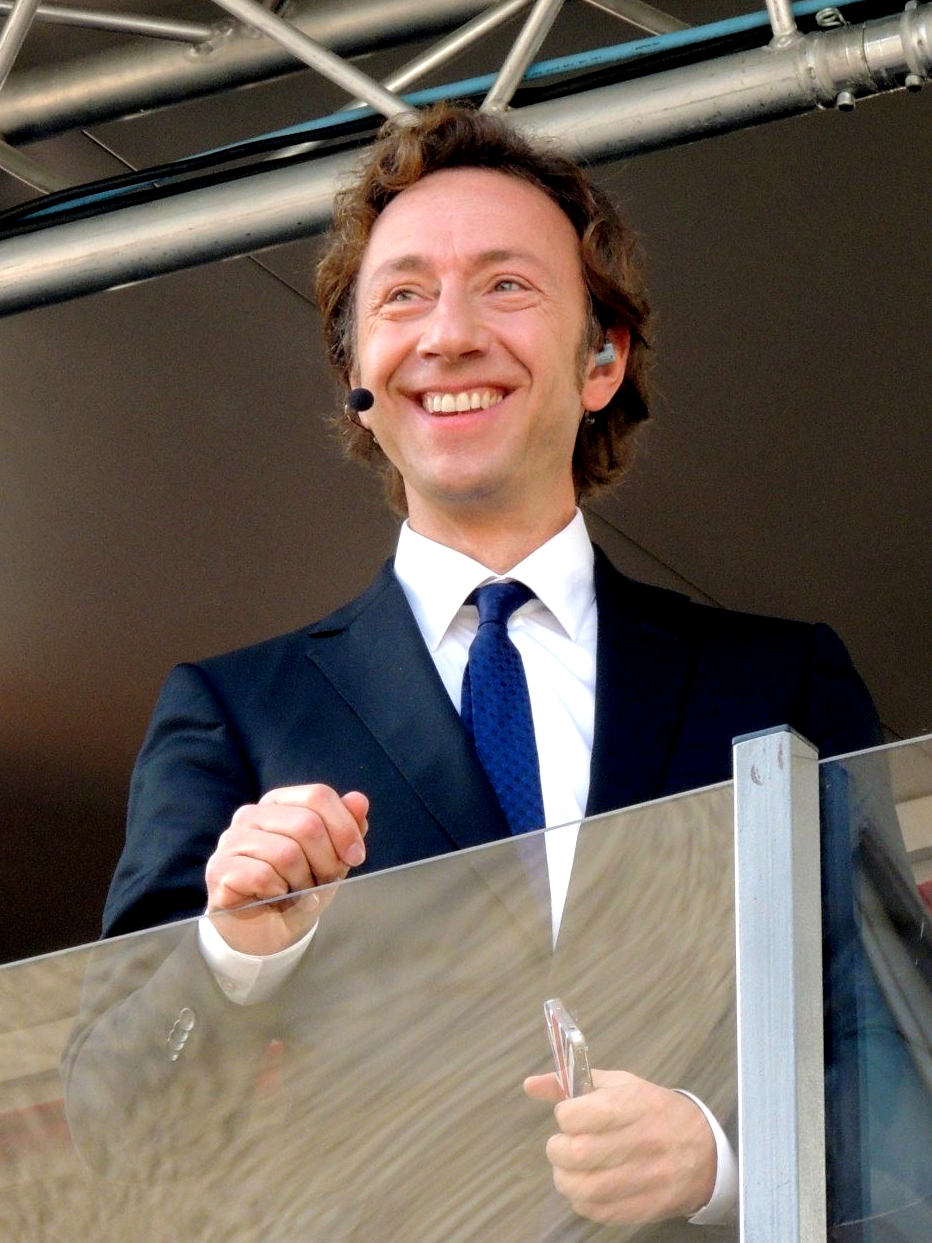
Stéphane Bern nel 2012 al matrimonio di Guillaume de Luxembourg e Stéphanie de Lannoy.

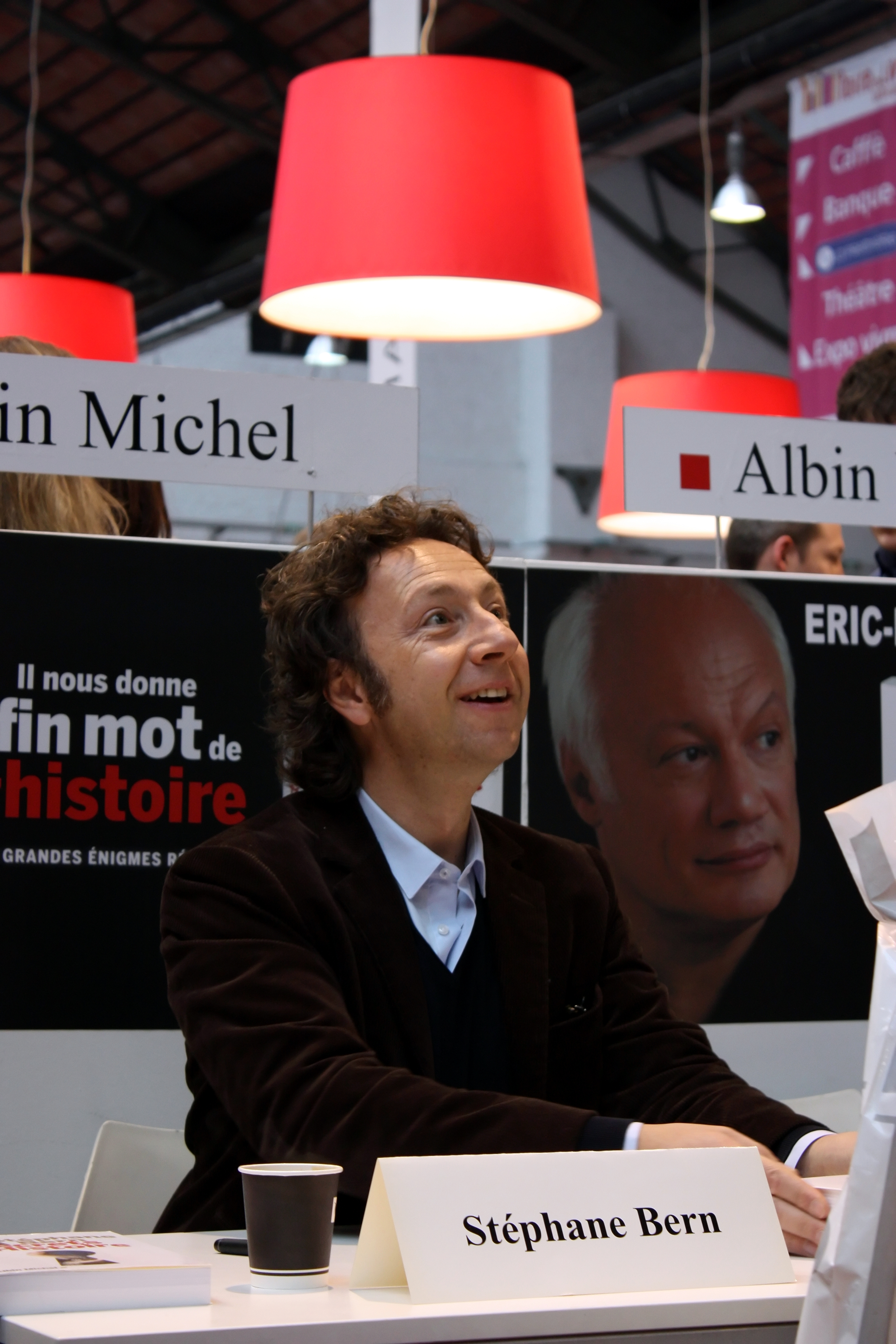
Stéphane Bern alla Fiera del Libro di Bruxelles nel 2011.

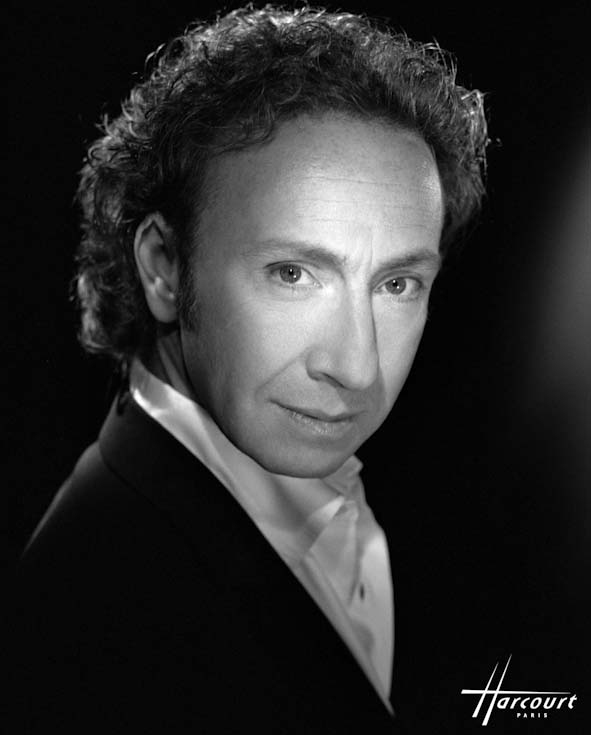
Stéphane Bern nel 2005, fotografato dallo studio Harcourt.

Stéphane Bern (Lione, 14 novembre 1963) è un conduttore radiofonico, scrittore e attore francese con cittadinanza lussemburghese.

## Biografia
Nato a Lione il 14 novembre 1963, Bern discende da due lignaggi di ebrei aschenaziti provenienti dalla Polonia, uno francese, l'altro lussemburghese. Il padre, Louis Bern (1931-2022), era rappresentante commerciale, poi direttore della comunicazione in una compagnia petrolifera, mentre la madre, Melita Schlanger (1939-1992), era interprete e dirigente, nata a Zurigo da immigrati polacchi, Sara Kurtz e Joseph Schlanger. 
Bern appare per la prima volta in televisione, all'età di 22 anni, il 30 novembre 1985 nel programma Liberté 3 su FR3. Dal 1985 al 1987, è caporedattore della rivista Dynastie.  Nel 1987 collabora con il settimanale Voici. L'anno successivo, è giornalista di Jours de France. Il 4 gennaio 1989, dibatte con Jean-Michel Blanquer su La Cinq, nel programma Duel sur La Cinq presentato da Jean-Claude Bourret, durante la puntata intitolata "Dovremmo sostituire il Presidente della Repubblica francese con un re?". In seguito, diviene vicedirettore (sezione eventi) della rivista Madame Figaro. Dal 1992 al 1997, Bern racconta le vicende delle famiglie reali europee per Europe 1.Editorialista di Paris Match, conduce la popolarissima trasmissione documentaristica Secrets d'Histoire su France 3 e, dal lunedì al venerdì, Au Coeur de l'Histoire su Europe 1. 
Da sempre di convinzione monarchica, Bern si unì alla Nouvelle Action royaliste (NAR) all'età di 18 anni, ma fu espulso nel 1999, per aver denunciato su Le Figaro lo sperpero dell'eredità del conte di Parigi. Nel corso degli anni, tuttavia, ha costruito una rete tra le famiglie reali europee.
Nel 2013, Bern ha firmato il manifesto intitolato "Al matrimonio per tutti, diciamo sì", affermando che questa posizione non è legata al fatto di essere gay; infatti, Bern non ha intenzione di sposarsi.

### Acquisizione del collegio reale di Thiron-Gardais
Proprietario di una casa sull'isola di Páros in Grecia, Stéphane Bern acquistò nel febbraio 2013 l'ex collegio reale e militare di Thiron-Gardais, messo in vendita dal consiglio dipartimentale di Eure-et-Loir, con l'intento di restaurarlo, riqualificarlo e creare un museo dedicato ai collegi reali di Francia.
Questo edificio, costruito nel 1630 dai Benedettini dell'abbazia della Sainte-Trinité de Tiron, divenne un collegio reale militare nel 1776, rimanendo tale fino alla sua chiusura da parte della Convenzione nel 1793.
Stéphane Bern vi aprì un museo e, nel 2021, scelse di trasferirvisi, abbandonando Parigi, dove risiedeva da cinquanta anni.
Nel gennaio 2016, creò la fondazione Stéphane Bern per la Storia e il Patrimonio, ospitata dall'Institut de France. Tale fondazione istituì un premio che riconosce un primo libro in francese di carattere storico, pubblicato nei tre anni precedenti l'assegnazione, e promuove iniziative a favore del patrimonio.
Dopo la sua scomparsa, la fondazione, erede del collegio reale, dovrà far vivere il monumento.

### Altre attività
Nel 2003, il sindaco di Parigi, Bertrand Delanoë, ha nominato Stéphane Bern presidente del conservatorio di musica del 9° arrondissement di Parigi, il centro internazionale Nadia e Lili Boulanger.
Membro sin dalla sua fondazione nel gennaio 2001 dell'Académie Grévin, di cui è divenuto presidente nell'aprile 2014 succedendo a Bernard Pivot, ha inaugurato il 10 marzo 2008 la sua figura in cera al museo Grévin, installata accanto a quella della regina Elisabetta II del Regno Unito.
È anche membro del circolo dell'Union interalliée e delle giurie del premio Oscar Wilde, del premio Hugues Capet, del premio Palatino del romanzo storico e del premio “Grand Siècle – Laurent-Perrier” (un marchio di champagne).

## Vita privata
Nel 2005, Bern intenta causa contro la rivista L'Expansion, accusandola di aver evocato la sua omosessualità. Fa coming out sulla rivista Têtu nell'ottobre 2009, poi il 6 novembre nel programma televisivo Vie privée, vie publique, presentato da Mireille Dumas. Il 26 giugno 2021, in occasione del Gay Pride, ufficializza la sua relazione con Yori Bailleres, fondatore del dating club Le Cercle de Socrate. Bern è cittadino lussemburghese dal 2017.

## Opere
- (FR) L'Europe des rois, Parigi, Lieu commun, 1988, ISBN 286-705-114-2.
- (FR) Les Couronnes de l'exil, Parigi, Balland, 1990, ISBN 2-7158-0808-9.
- (FR) La Monarchie dans tous ses états, Parigi, Balland, 1992, ISBN 2-7158-0968-9.
- (FR) Moi Amélie, dernière reine de Portugal, Parigi, Denoël, 1997, ISBN 2-207-24160-2.
- (FR) Diana, princesse des cœurs, Parigi, Michel Lafon, 1997, ISBN 2749903254.
- (FR) « God Save the Queen » ! Cinquante ans de tempête chez les Windsor, Parigi, Michel Lafon, 1998, ISBN 2-84098-416-4.
- (FR) Rainier de Monaco et les Grimaldi, Parigi, L'Archipel, 1999, ISBN 2-84187-208-4.
- (FR) Mon royaume à moi, Parigi, Albin Michel, 2000, ISBN 2-226-11410-6.
- (FR) Diane de France, la princesse rebelle, Parigi, Flammarion, 2003, ISBN 2-08-067735-7.
- (FR) Un si joli monde, Parigi, Flammarion, 2006, ISBN 978-2-08-068699-2.
- (FR) Plus belle sera la vie, Parigi, Plon, 2007, ISBN 978-2-259-19540-9.
- (FR) Grace Kelly, collana Nostalgie, Parigi, Albin Michel, 2007, ISBN 978-2-226-15220-6.
- (FR) Oubliez-moi, Parigi, Flammarion, 2009, ISBN 978-2081208506.
- (FR) Une vie de chien. Les animaux chéris des grands de ce monde, Parigi, Albin Michel, 2009, ISBN 978-2226192950.
- (FR) Au cœur de l'Écosse, Parigi, Flammarion, 2009, ISBN 978-2-08-122670-8.
- (FR) Le Livre fou… du roi, Parigi, Flammarion, 2010, ISBN 978-2081233430.
- (FR) Secrets d'histoire, Parigi, Albin Michel, 2010, ISBN 9782226192943.
- (FR) Secrets d'histoire, tome 2, Parigi, Albin Michel, 2011, ISBN 9782226267511.
- (FR) Le Destin d'une reine, Parigi, Albin Michel, 2012, ISBN 978-2226208125.
- (FR) Secrets d'histoire, tome 3, Parigi, Albin Michel, 2012, ISBN 978-2226243867.
- (FR) Con Franck Ferrand, Portrait de Cour, Parigi, Chêne, 2012, ISBN 978-2812304842.
- (FR) Le Bel Esprit de l'histoire, Parigi, Albin Michel, 2013, ISBN 978-2226245373.
- (FR) Secrets d'histoire, tome 4, Parigi, Albin Michel, 2013, ISBN 978-2226251459.
- (FR) Châteaux royaux de France, Parigi, Albin Michel, 2013, ISBN 978-2226250636.
- (FR) Secrets d'histoire, tome 5, Parigi, Albin Michel, 2014, ISBN 978-2226257031.
- (FR) Secrets d'histoire, tome 6, Parigi, Albin Michel, 2015, ISBN 9782226385772.
- (FR) Le Village préféré des Français, Parigi, Albin Michel, 2015, ISBN 9782226259202.
- (FR) Secrets d'histoire, tome 7, Parigi, Albin Michel, 2016, ISBN 9782226421524.
- (FR) Mon Luxembourg, un pays à découvrir, Parigi, Flammarion, 2016, ISBN 978-2081394285.
- (FR) Piques & Répliques de l'histoire, Parigi, Albin Michel, 2017, ISBN 978-2226397935.

## Filmografia

### Cinema
- Absolument fabuleux regia di Gabriel Aghion (2001) - cameo
- Laisse tes mains sur mes hanches, regia di Chantal Lauby (2003)
- Le Plaisir à 20 ans regia di Yannick Perrin (2004) - cameo
- Les Aristos, regia di Charlotte de Turckheim (2006) - cameo
- Celles qui aimaient Richard Wagner, regia di Jean-Louis Guillermou (2011)
- Il était une fois, une fois, regia di Christian Merret-Palmair (2012) - cameo
- Connasse, princesse des cœurs, regia di Noémie Saglio ed Éloïse Lang (2015) - cameo
- Mrs Mills - Un tesoro di vicina (Mme Mills, une voisine si parfaite), regia di Sophie Marceau (2018) - cameo
- 38°5 quai des Orfèvres, regia di Benjamin Lehrer (2023)

### Televisione
- Samantha Oups! - serie TV (2007) - cameo
- Trois contes merveilleux, regia di Hélène Guétary - serie TV (2007)
- Sois riche et tais-toi - serie TV (2011) - cameo
- Nos chers voisins - serie TV (2014)

- Merci pour tout, Charles, regia di Ernesto Oña - serie TV (2015)
- Meurtres en Lorraine, regia di René Manzor - serie TV (2018)
- Art of Crime (L'Art du crime) - serie TV, episodio 4x1 (2021)
- Bellefond - serie TV (2022 - in produzione)
- Pour l'honneur d'un fils, regia di Olivier Guignard - serie TV (2022)

### Doppiaggio
- I Rugrats a Parigi - Il film (2000), Jean-Claude
- LEGO Batman - Il film, regia di Chris McKay (2017), Alfred Pennyworth
- Silex and the City (2014-2017), Luigi XIV di Francia
- 50 nuances de Grecs (2018), personaggio di Orfeo
- Idefix e gli Irriducibili (2021), voce narrante

## Programmi radiofonici
- Editorialista delle famiglie reali europee (Europe 1, 1992-1997)
- Les Grosses Têtes (RTL, 1997-2000)
- Le Fou du roi (France Inter, 2000-2011)
- À la bonne heure (RTL, 2011-2020)
- Historiquement vôtre (Europe 1, 2020 - in produzione)

## Programmi televisivi
- Duel sur La Cinq (La Cinq, 1989)
- Famille, je vous aime (TF1, 1994 - 1996)
- Échos de stars (TF1, 1995 - 1996)
- Les Grosses Têtes (TF1, 1996 - 1997)
- Spécial Royale (M6, 1997)
- Célébrités (TF1, 1997 - 2001)
- Sagas (TF1, 1998 - 2003)
- Meurtres dans l'aristocratie (13e rue, 2002)

- 20 h 10 pétantes, Vendredi pétantes, Samedi pétantes (Canal+, 2003 - 2006)
- L'Arène de France (France 2, 2006 - 2007)
- Un autre monde (France 2, 2007)
- Pourquoi les manchots n'ont-ils pas froid aux pieds? (France 2, 2007)
- Secrets d'histoire (France 2 e France 3, 2007 - in produzione)
- Rêves de Luxes (Vivolta, 2008)
- Le Lauréat de l'Histoire (France 3, 2008)
- La télé est à vous! (France 2, 2009)

- Philippe Bouvard, 50 ans de rire ! (France 2, 2010)
- Comment ça va bien! (France 2, 2010 - 2016)
- Teum-Teum (France 5, 2010)
- En route pour l'Eurovision (France 3, 2010)
- Eurovision Song Contest 2010 (France 3, 2010)
- La Télé est à vous (France 2, 2010)
- Votre plus belle soirée (France 2, 2011)
- La Maison préférée des Français (France 2, 2011 e 2013)

- Les Stars chantent la tête dans les étoiles (France 2, 2012)
- Giubileo di diamante di Elisabetta II del Regno Unito (France 2, 2012)
- Le Village préféré des Français (France 2 e France 3, 2012 - in produzione)
- Toute la télé chante pour le Sidaction (France 2, 2013)
- C à vous (France 5, 2013)
- Soir de fête à Versailles (France 2, 2013)
- Le Jardin préféré des Français (France 2, 2013 - 2014)
- C'est votre vie! (France 2, 2013 - 2015)
- Le Monument préféré des Français (France 2, 2014 - 2015 e 2020)
- Eurovision Song Contest (France 2, 2015 - in produzione)

- Quatre résistants au Panthéon (France 2, 2015)
- Ronde de nuit au musée du Louvre (France 2, 2015)
- 170 ans de la SPA, les plus belles histoires (France 2, 2016)
- Tous au Lido pour le Sidaction (France 2, 2016)
- Visites privées (France 2, 2016 - 2017)
- Escapade viennoise (France 2, 2016 - in produzione)
- Le Concert du Nouvel An (France 2, 2016 - in produzione)
- Ensemble pour les Antilles (France 2, 2017)
- Le Concert du 14 Juillet (France 2, 2017 - in produzione)
- Code promo (France 2, 2017 - 2018)
- Soir de fête à Rio (France 2, 2017)
- Michel Sardou, dernier Show (France 2, 2017)
- La Fabuleuse Histoire (France 2, 2018 - 2019)